# Konjic (kommun)
Kommunen Konjic (bosniska: Grad Konjic, kyrillisk skrift: Град Коњиц) är en kommun i kantonen Hercegovina-Neretva i centrala Bosnien och Hercegovina. Kommunen hade 25 148 invånare vid folkräkningen år 2013, på en yta av 1 144,45 km².
Av kommunens befolkning är 89,41 % bosniaker, 6,18 % kroater, 1,41 % serber och 0,45 % romer (2013).